# San Luis de Letras
San Luis de Letras es una localidad del estado mexicano de Aguascalientes. Es parte del municipio de Pabellón de Arteaga.

## Toponimia
El nombre «San Luis» hace referencia al santo patrono de la localidad: San Luis Rey de Francia.

## Demografía
| Gráfica de evolución demográfica |
|                                  |

| Censo | Población |
| ----- | --------- |
| 1910  | 589       |
| 1921  | 809       |
| 1930  | 361       |
| 1940  | 312       |
| 1950  | 300       |
| 1960  | 296       |
| 1970  | 560       |
| 1980  | 690       |
| 1990  | 778       |
| 2000  | 891       |
| 2010  | 1 018     |
| 2020  | 1 113     |